# Дагомейский конституционный референдум (1968)
Конституционный референдум в Дагомее проходил 31 марта 1968 года. Так же как референдум 1964 года этот референдум касался изменения государственной системы страны и превращение её в президентскую республику, снятие ограничений на количество президентских сроков и однопалатный парламент. Предложенные изменения были одобрены 92,2% голосов избирателей. Явка составила 81,8%.

## Результаты
| Choice                              | Votes     | %    |
| ----------------------------------- | --------- | ---- |
| Да                                  | 847 212   | 92,2 |
| Нет                                 | 71 617    | 7,8  |
| Недействительных/пустых бюллетеней  | 3 221     | –    |
| Всего                               | 922 050   | 100  |
| Зарегистрированных избирателей/Явка | 1 126 155 | 82,6 |
| Источник: Nohlen et al.             |           |      |